# Budanagad, Badami
Budanagad là một làng thuộc tehsil Badami, huyện Bagalkot, bang Karnataka, Ấn Độ.